# Makoto Sumikawa
Makoto Sumikawa (澄川 真琴) (Osaka, 31 de Março de 1964) é uma ex-atriz e ex-dubladora japonesa.

## Biografia
Makoto nasceu em Osaka no Japão, seu nome verdadeiro é Takayo Sunagawa. Após terminar o colégio, Makoto entrou em 1983 para o centro de treinamentos da Japan Action Enterprise, empresa especializada em formar dublês e atores especializados em artes marciais para o cinema japonês, onde no ano seguinte se tornou membro oficial da empresa. Nessa mesma época ela trabalhou no teatro onde teve certo destaque sendo selecionada para trabalhar na série de TV japonesa Shadow Corps IV. Em 1986 trabalhou em Spielvan onde ganhou destaque e por isso teve a oportunidade de trabalhar em outros seriados semelhantes da época como Metalder, Kamen Rider Black RX e Winspector, esse último, seu último papel na TV. Makoto se casou com Shingo Sunagawa, ex-membro dos JAC Brothers e após isso se aposentou do meio artístico. 
Makoto é bastante conhecida do público brasileiro por ter feito as protagonistas Lady Diana (Spielvan) e Reiko Shiratori (Kamen Rider Black RX), além de suas participações em Metalder e Winspector. Todos exibidos no Brasil pela TV Manchete e pela TV Bandeirantes durante a década de 90.
A atriz também é conhecida pelo nome artístico Jun Koyamaki.

## Filmografia
| Ano         | Título                               | Papel           | Emissora |
| ----------- | ------------------------------------ | --------------- | -------- |
| 1984        | The shadow of the corps IV           |                 | Toei     |
| 1986        | Monday drama land "transparent girl" |                 | Fuji TV  |
| 1986 - 1987 | Spielvan                             | Lady Diana      | TV Asahi |
| 1987        | Choujinki Metalder                   |                 | TV Asahi |
| 1988 - 1989 | Kamen Rider Black RX                 | Reiko Shiratori | MBS      |
| 1990        | Winspector                           | Navia           | TV Asahi |